# Kevin Bazinet
Pour les articles homonymes, voir Bazinet.
Kevin Bazinet (né le 14 juin 1991 à Mont-Laurier au Québec) est un chanteur canadien.
Il a remporté la troisième saison de l'émission télévisée La Voix, en 2015.

## Biographie

### Enfance et adolescence
Ses parents sont musiciens. Son père l'emmène sur scène dès l'âge de cinq ans et lui apprend la guitare à huit ans. Il apprend également la batterie et le piano.
Kevin Bazinet est le frère ainé de Jessy Bazinet, William Bazinet et Gabriel Bazinet. Il est aussi le frère cadet de Bobby Bazini, également chanteur. C'est au côté de ce dernier qu'il découvre la musique. La plupart de ses influences sont anglophones. Blink 182 est un de ses groupes préférés. Adolescent anxieux, il se sert de la musique comme échappatoire.

### Célèbre grâce à YouTube
À quinze ans, Kevin Bazinet crée sa propre chaîne YouTube. Il se fait connaître en reprenant des tubes, notamment ceux de Jesse McCartney, One Direction, The Fray ou encore Bruno Mars. Les vedettes Vanessa Hudgens et Selena Gomez font partie de ses admiratrices.
En 2009, il sort un premier album, Mystery Love, en contrat avec EMI France. Après deux concerts à Paris en 2010, il craque sous la pression et se fait discret sur les réseaux sociaux.

### Concours

#### La Voix
En 2015, il refait surface sur YouTube et s'inscrit à l'émission La Voix, au Canada. Il est sélectionné aux auditions à l'aveugle et intègre l'équipe de Marc Dupré. Il reprend des titres comme L'Amour existe encore ou Latch. Le 12 avril, il interprète Jusqu'où tu m'aimes, titre écrit par Marc Dupré et Alex Nevsky. Il remporte l'émission avec 46 % des votes du public, devant 2 715 000 téléspectateurs,.

#### Pop voice
Le 7 mars 2016, Kevin remporte le trophée Pop voice 2016 sur le site star planète (concours en ligne).

## Discographie
Mystery Love, 2009
En 2009, Kevin Bazinet sort son premier album, Mystery Love. Il est le compositeur de chaque titre. Son premier clip, Mystery Love, est tiré de ce premier album.
L'album La Voix 3, 2015
L'album inclut des chansons des finalistes, des coachs et des chansons choisies par le public. Y figure Jusqu'où tu m'aimes, interprété par Kevin Bazinet. Le disque a été réalisé par David Laflèche, sous la direction artistique de Stéphane Laporte.
Talk To Me, 2015
Son nouvel album, Talk to Me, a été réalisé par Tino Izzo et Marc Dupré à la direction artistique. L'album aux inspirations pop, jazz et blues est en vente depuis le 13 novembre 2015. Il est classé dans le top 5 d'iTunes. Son premier single, Jusqu'où tu m'aimes, sort à la radio canadienne en mai 2015 et se classe en deuxième position des chansons pop francophones au Québec.
Céline Dion, après avoir vu plusieurs de ses prestations à La Voix, a collaboré à l'écriture du titre Come to me.
Productions J remet à Kevin Bazinet son premier disque d'or, Talk to Me s'étant vendu à plus de 40 000 exemplaires trois mois après sa sortie. Son titre Talk to me s'est hissé en première place du palmarès des radios, devant ceux d'Adele et Coldplay. Onze des quatorze titres de l'album sont en anglais, la plupart ont été écrits par Kevin Bazinet avant sa participation à La Voix. Les textes parlent essentiellement d'amour.

## Amour
Kevin a été  fiancé à la youtubeuse Alicia Moffet pendant près de 2 ans et demi. Ils se sont rencontrés à La Voix. Ils ne forment plus un couple depuis mai 2017.
Depuis, il forme un couple avec Charlie Cormier.

## Concerts et tournées
- 26 et 27 février 2016 : Centre d'art La Chapelle, Québec
- 5 mars 2016 : Salle Mechatigan Ste-Marie, Sainte-Marie-de-Beauce
- 11 mars 2016 : Théâtre Hector-Charland, L'Assomption
- 13 mars 2016 : L'étoile Banque nationale, Brossard
- 19 mars 2016 : Centre Arts Juliette Lassonde, Saint-Hyacinthe
- 1er avril 2016 : Carré 150, Victoriaville
- 9 avril 2016 : Le Zénith, Saint-Eustache
- 22 avril 2016 : Théâtre le Patriote, Sainte-Agathe
- 29 avril 2016 : Théâtre Palace, Granby
- 30 avril 2016 : Théâtre Saint-Denis, Montréal
- 10 juin et 11 juin 2016 : Il fait une apparition au Centre Bell au concert de Marc Dupré

## Doublage
- 2019 : UglyDolls : Lou (Chant)